# Font del Cavallera
Font del Cavallera és una obra del municipi de Granyena de Segarra (Segarra) inclosa en l'Inventari del Patrimoni Arquitectònic de Catalunya.

## Descripció
Aquesta construcció es troba als afores de Granyena de Segarra, a la vora l'antic camí que anava d'aquesta vila cap a Cervera. La font aprofita l'aigua d'un aqüífer subterrani de la zona i s'aixopluga dins d'una edificació de planta rectangular i coberta amb volta de canó. Aquesta construcció aprofita el recer d'un marge de conreu i presenta un paredat atalussat de pedra irregular amb rejunt de terra i falcada amb resquills també de pedra desbastada, que sobresurt. La façana d'accés al petit recinte presenta una estructura amb arc de mig punt adovellat, i realitzat amb carreus de mida mitjana, ben treballats. A la clau de l'arc, hi ha el relleu d'una petita cartel·la amb l'any "1750". Les impostes a l'arrencada de l'arc sobresurten, mostrant un treball decoratiu molt erosionat. Dins de la construcció, adossat al seu mur de tancament, hi ha les restes de dues canelles trencades i les marques d'una pica rectangular, que no es troba a l'interior; també hi ha, inserida a la seva part superior, una fornícula buida.
Al costat dret d'aquesta construcció, hi ha un mur de carreus regulars, situat en angle de 180° respecte al de la façana principal i que delimita un espai que permet l'accés directe a l'interior d'aquesta construcció.

## Història
Al costat d'aquesta construcció hi passava l'antic camí que anava de Granyena de Segarra a Cervera, tot passant davant del Santuari Mare de Déu del Camí i que formava part del camí de Sant Jaume.